# Archivo Histórico Patrimonial de Viña del Mar
El Archivo Histórico Patrimonial de Viña del Mar, ubicado en la ciudad de Viña del Mar, Chile, es una institución pública dependiente de la Municipalidad de Viña del Mar. Fue creado bajo el decreto Nº 1151 el 7 de marzo de 1996, con el fin de resguardar el patrimonio de la ciudad a lo largo de su historia.

## Historia
Sus orígenes datan de 1949, año en que fue inaugurada la Biblioteca Municipal Benjamín Vicuña Mackenna. Más tarde, en la década de 1970  la Biblioteca organizó una sección dedicada a la Historia de la ciudad, la que se amplió en 1986, cuando la entonces alcaldesa de Viña del Mar,  Eugenia Garrido, recibió una importante donación de documentos originales de la familia del fundador de la ciudad, José Francisco Vergara, entre los que se encontraban  óleos y registros familiares, cartas personales, libros administrativos, cartas políticas, fotografías, entre otras. 
En el año 1996, al crearse el Archivo, toda esa documentación se trasladó al Palacio Carrasco, mientras que sus oficinas administrativas y una parte de su colección se encuentra en el Museo de Artes Decorativas Palacio Rioja. En sus comienzos esta iniciativa se logró con el aporte de la Ilustre Municipalidad de Viña del Mar, la Fundación Andes y  el aporte privado del empresario Sr. Ricardo Claro Valdés (1934-2008). Si bien no dejó de pertenecer al Centro Cultural ni a la Biblioteca Benjamín Vicuña Mackenna, desde ese momento los trabajos que se desarrollaron en el Archivo  y con el patrocinio de la Corporación Cultural Orquesta Sinfónica de Viña del Mar le permitieron autogestionar sus funciones.

## Funciones
Su función principal es la preservación de la memoria histórica de Viña del Mar, preservando representaciones materiales e inmateriales, pero también generando proyectos de conservación, difusión y enseñanza.

## Fondos documentales y Colecciones
El Archivo actualmente administra los siguientes fondos:

#### 1. Fondo Festival Internacional de la Canción de Viña del Mar
El Archivo Histórico Patrimonial de Viña del Mar resguarda uno de los fondos documentales más completos sobre el Festival Internacional de la Canción de Viña del Mar. Este material es un patrimonio documental que trasciende a la ciudad, pues el certamen musical que cobija la comuna cada verano desde 1960 se ha convertido a lo largo de sus versiones en la síntesis de las transformaciones del país en las últimas décadas.
- Colección Festival de la Canción de Viña del Mar:

- Cintas del Festival digitalizadas y originales
- Afiches del Festival de la Canción
- Fotografías

#### 2. Fondo Municipal
Dentro de este Fondo es posible encontrar información acerca de casi todas las actividades comerciales, sociales, políticas y culturales de la comuna desde el siglo XIX hasta mediados del siglo XX. Desde hace algunos años se inició un proceso de catalogación de dichos fondos, logrando reunir información desde 1874 hasta 1910 con el objetivo colocar al servicio de la comunidad de usuarios, entre ellos historiadores e investigadores, una serie de documentos que permiten reconstruir la historia de la comuna.

###### Desglose del Fondo Municipal
- Actas Municipales
- Actas de la Junta Pro-Balneario
- Documentos del Servicio de Higiene
- Registros de Oficios
- Copiadores de Carta
- Planos de la Dirección de Obras
- Mapas Aerofotogramétricos
- Fotografías de los Alcaldes de Viña del Mar
- Fotografías de Actividades Municipales
- Colección del Teatro Municipal

1. Folletos
2. Planos
3. Afiches
4. Pautas
5. Fotografías

- Planos del Escenario de la Quinta Vergara
- Planos del Palacio Vergara
- Planos del Palacio Rioja
- Planos del Castillo Wulff
- Planos del Palacio Carrasco
- Planos Históricos de Viña del Mar

#### 3. Fondos Privados
Corresponden a una serie de donaciones facilitadas en original, fotocopia o digital por sus propietarios. Los Fondos Privados nacieron como iniciativa del Archivo en su contacto con los usuarios, o por voluntad de estos para dar realce al aporte de las familias viñamarinas que formaron parte en la historia local. El objetivo de estos fondos es incentivar que las formas culturales históricas de cada generación puedan ser estudiadas por futuros investigadores. Dentro del formato de los fondos privados se encuentran: entrevistas, cartas personales, memorias en forma de diarios de vida, fotografías, cintas magnéticas de audio y video, planos, afiches, fotografías y negativos, entre otros.

###### Fondos
1. Fondo Población Gratry
2. Fondo Gastón Hamel De Souza

#### 4. Fondo Lowey
El Fondo Teodoro Lowey Quartier fue donado por su nieto, del mismo nombre, al Archivo Histórico Patrimonial a mediados de la década de 1990. Este fondo divulga documentación relevante sobre el barrio El Recreo y el casco histórico de la ciudad.

##### 5. Fondo Vergara
El Fondo Documental de la Familia Vergara fue donado por Blanca Vergara Klickman en la década de 1980 al Departamento de Cultura de la Municipalidad de Viña del Mar y cuenta con documentos que datan del siglo XIX.

#### 6. Colecciones audiovisuales
La colección fotográfica del Archivo Histórico Patrimonial cuenta con cerca de 10 mil imágenes que incluyen antiguas fotografías del siglo XIX hasta imágenes contemporáneas de los cambios urbanos de la comuna.

## Publicaciones
En diciembre del año 1999 nació la Revista ARCHIVUM Archivado el 19 de junio de 2022 en Wayback Machine. , como un espacio intelectual en torno a la historia de Viña del Mar en sus diversas facetas, interpretaciones y temáticas. La revista se publica anualmente y anuncia  también exposiciones y charlas que permiten la divulgación del patrimonio histórico.
Números disponibles en el sitio web del  Archivo Histórico Patrimonial de Viña del Mar:

## Galería de fotos y actas de la colección

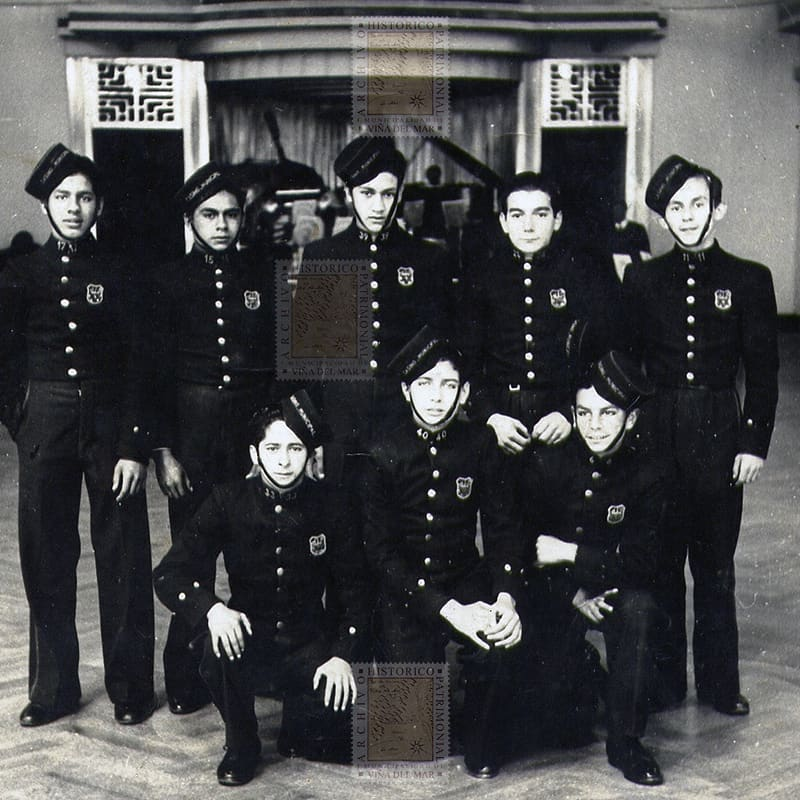
Trabajadores Casino, 1937
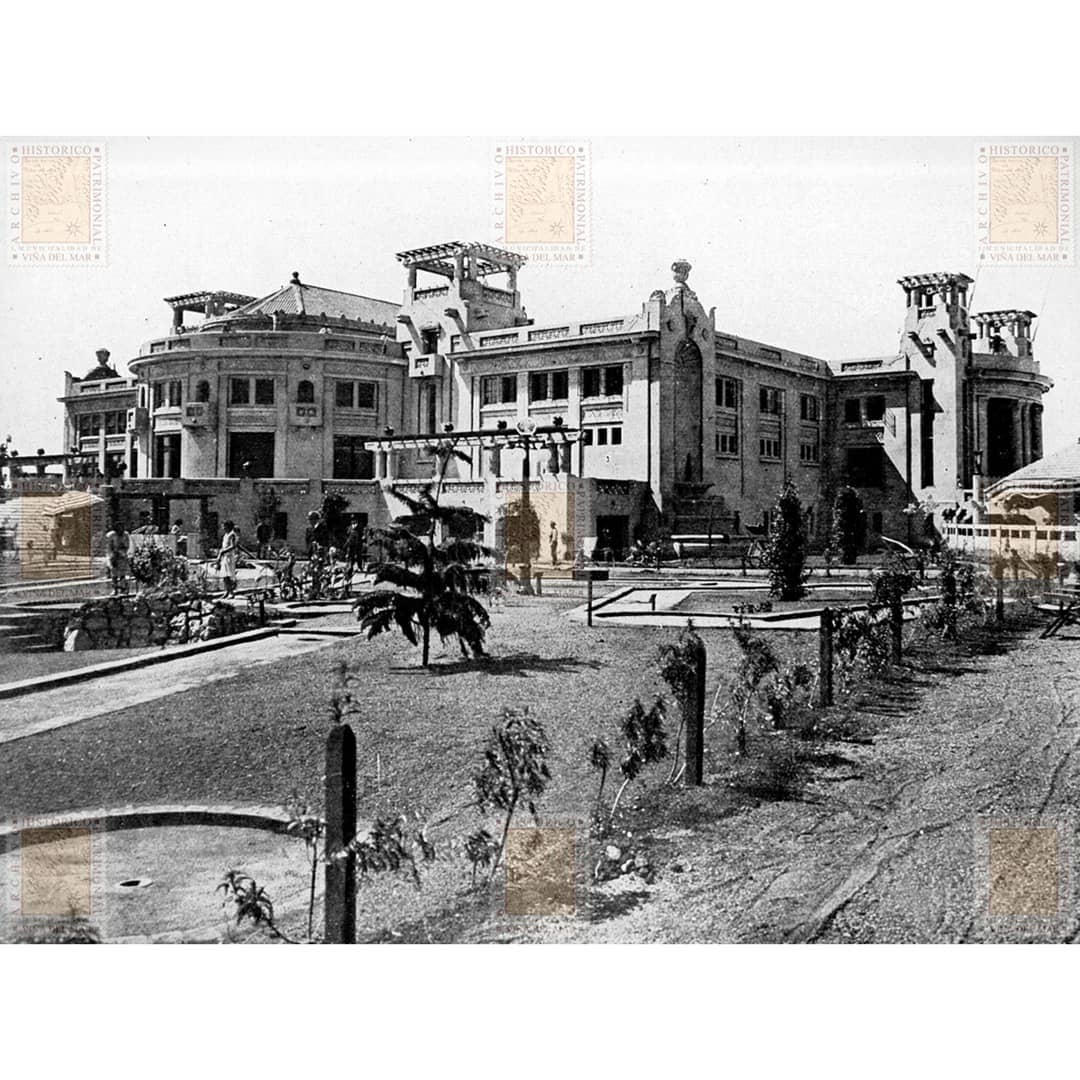
Casino de Viña y mini canchas de golf, 1930
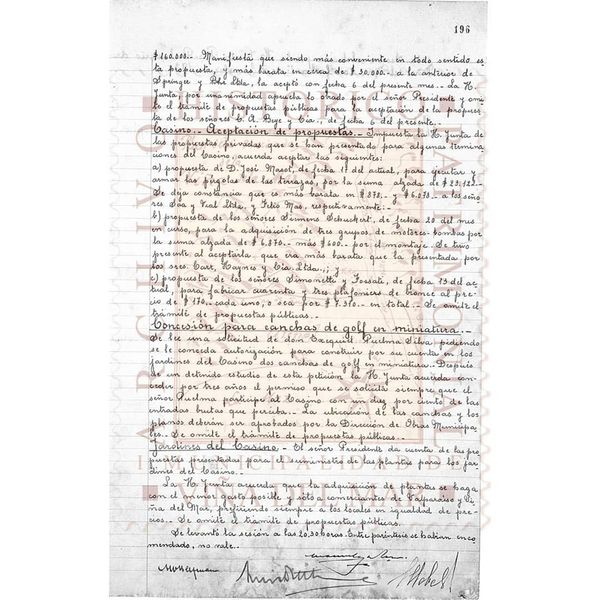
Acta autorización mini canchas de golf
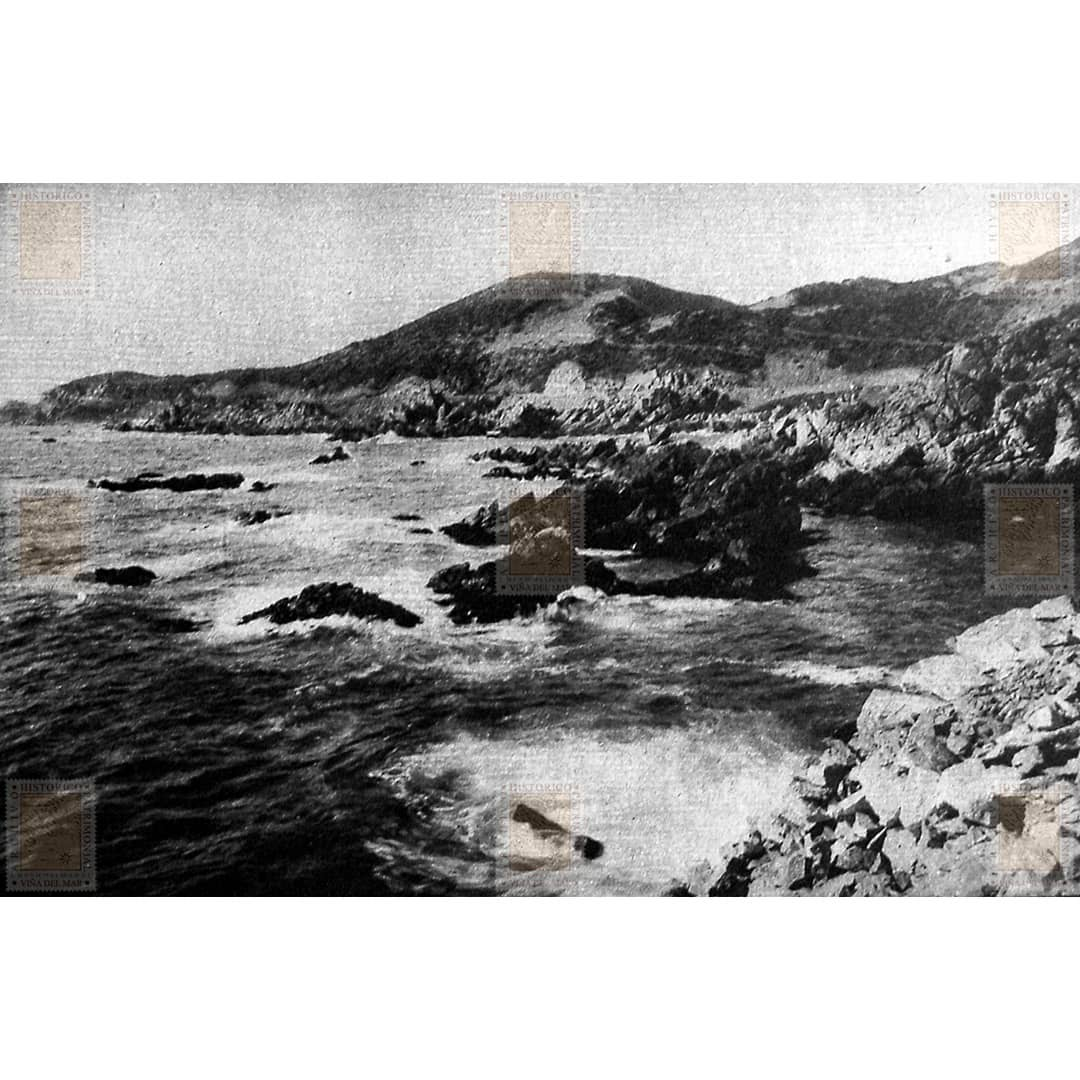
Borde costero de Viña del Mar, 1917
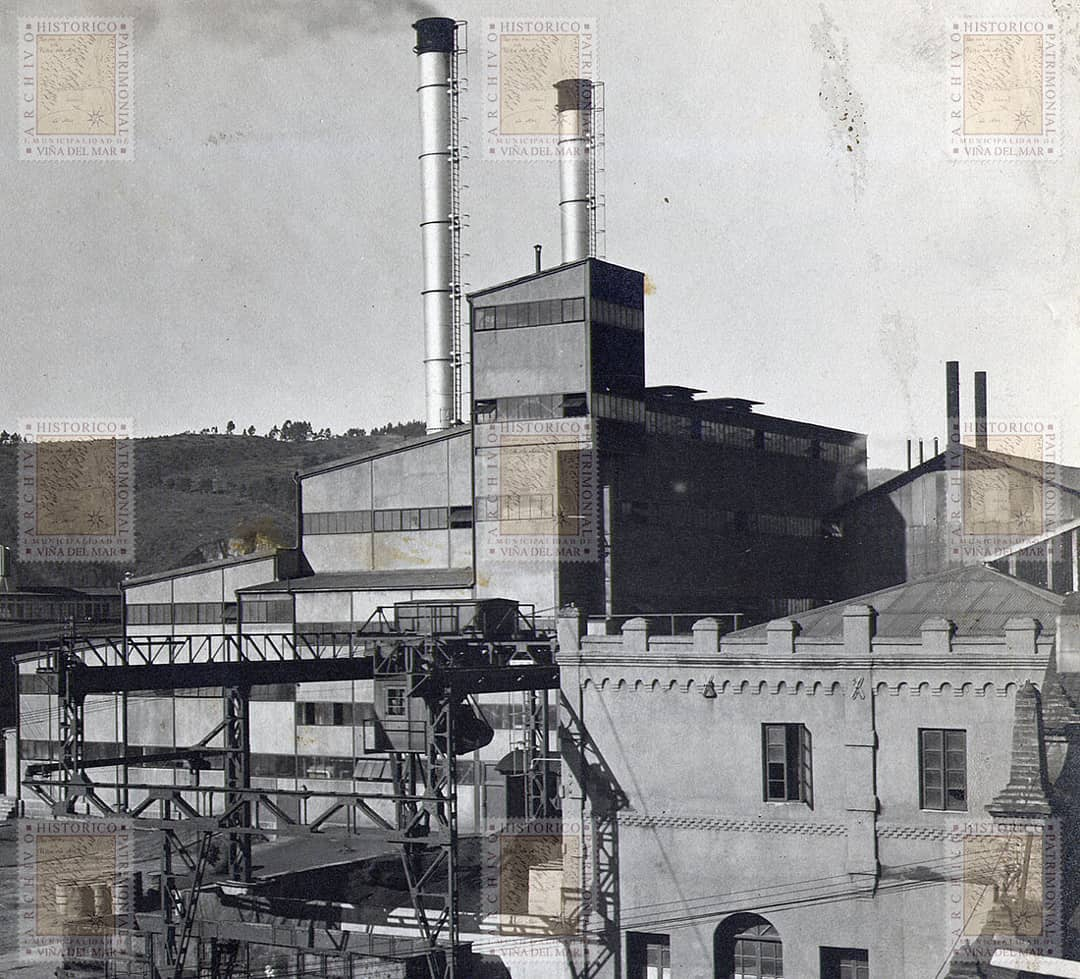
Refinería de azúcar, 1955
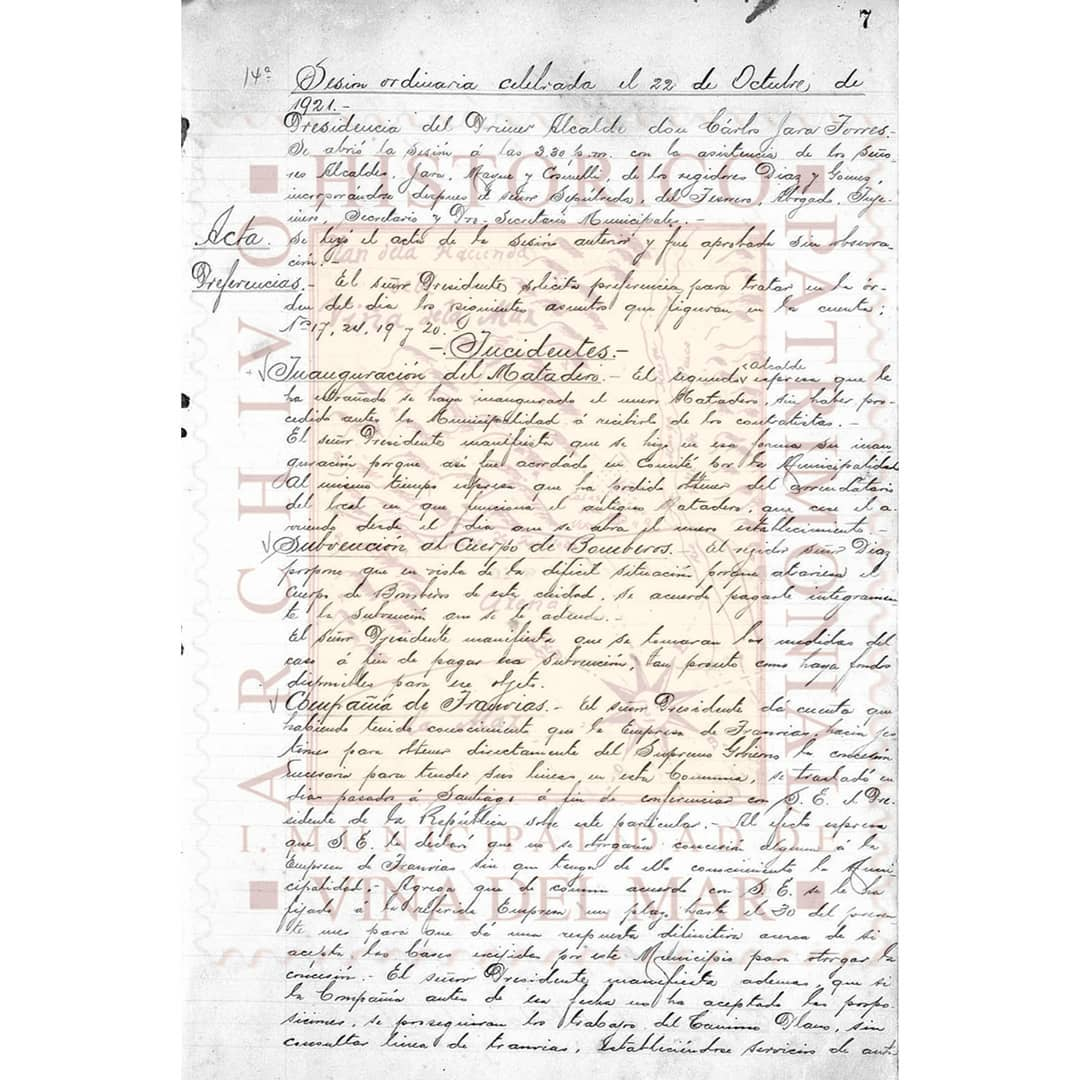
Acta tranvía, construcción del cuerpo de bomberos e inauguración del matadero, 1921
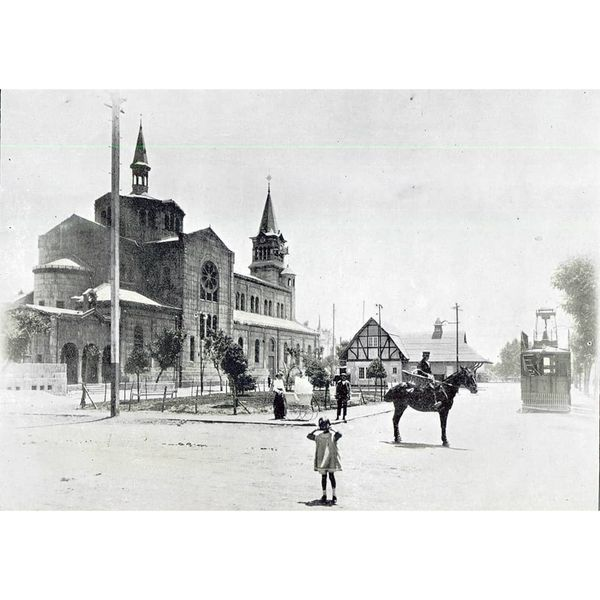
Parroquia de Viña del Mar, 1913
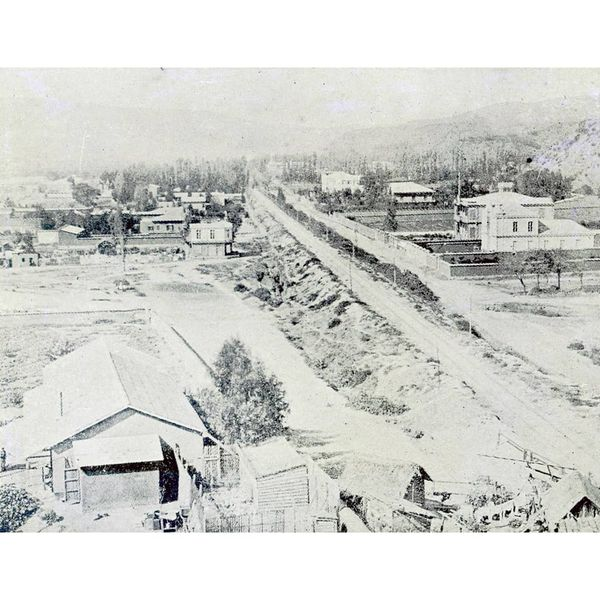
Calle Álvarez, 1913